# Церковь Сретения Господня (Антониев монастырь)
Церковь Сре́тения Господня (Сре́тенская церковь) — приходской православный храм в Великом Новгороде, бывший храм Антониева монастыря. Относится к Новгородской епархии Русской православной церкви. Построен в XVI веке. Составляет единое здание с трапезной палатой.

## История
Церковь построена в 1533—1537 годах по указу архиепископа Макария, после того как в монастырях Новгорода был введён общежительный устав. Перестраивалась в 1670-х, 1760-х, 1830-х годах. В 1901 году отремонтирована после пожара, в 1902—1904 годах пристроен придел в честь Тихона Задонского. В годы Великой Отечественной войны повреждения храма были незначительны. В 1960 году здание церкви было исследовано, отреставрировано по проекту Леонида Красноречьева и приспособлено под спортивный зал для студентов Новгородского педагогического института. В 2012 году заново освящён придел Тихона, с 2013 года храм вновь действует.

## Архитектура
Церковь расположена к юго-западу от Рождественского собора. Основной объём церкви — кубический, двухъярусный, который венчает единственная глава на глухом барабане. Вальмовая крыша появилась во время перестроек XVIII—XIX веков. Фасады разделяются вертикальными лопатками на три прясла. Лопатки в верхней части стягиваются арками с килевидным завершением, причём центральная арка существенно выше остальных. На фасадах имеется четыре уровня горизонтальных поясков. В кладку стен вмонтированы девять древних крестов. Барабан украшают сдвоенные арки с килевидным подвышением. Двухэтажная трапезная палата примыкает к церкви с западной стороны.
Основной объём церкви перекрыт полусферическим куполом на тромпах. Такой свод был применён в новгородском зодчестве впервые. Трапезная палата имеет большие залы на обоих этажах, в них сводчатые перекрытия, опирающиеся на столбы в центре залов. Столбы первого этажа квадратные, второго — восьмигранные. Северный фасад церкви и трапезной закрыт поздним приделом Тихона Задонского, а западный фасад трапезной — пристройкой 1830-х гг. Первоначально к трапезной палате примыкала ещё келарская палата, следы которой обнаружены в процессе исследований.